# Brandner Tal
Brandner Tal är en dal i Österrike.   Den ligger i förbundslandet Vorarlberg, i den västra delen av landet, 500 km väster om huvudstaden Wien.
Trakten runt Brandner Tal består i huvudsak av gräsmarker. Runt Brandner Tal är det ganska glesbefolkat, med 47 invånare per kvadratkilometer.